# 八寶菜

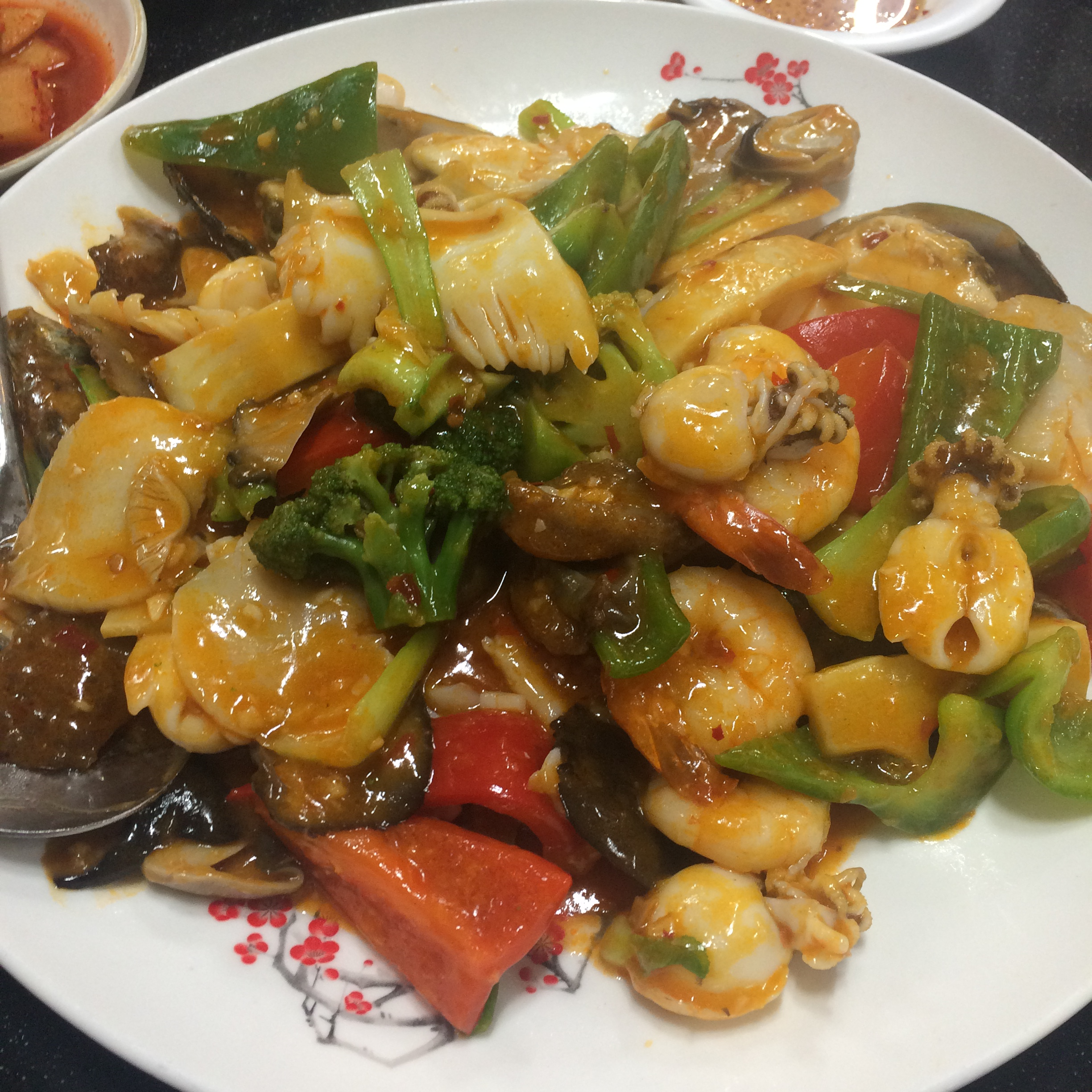
八寶菜

八寶菜，是中國菜之一，是一种什锦炒菜。

## 作法
用油炒豬肉、雞肉、火腿等的肉類。再加蝦、鮑魚、海參、墨魚等的魚類和貝類海產，又可以加香菇和木耳等的菌類，以及筍、胡蘿蔔、青椒、白菜、青梗菜等的蔬菜類，更可以加上銀杏和鹌鹑蛋等很多的配料使之互炒，最後勾芡、醬油調味。

## “八”的含义
在中国的长江流域，一般仍然会指定正好八种食材做八宝菜，但不同地区甚至不同家庭的八宝菜主料种类都不同。
以浙江为例，八宝菜的配料包括：白豆腐、冬菜杆、白萝卜、胡萝卜、油豆腐、荸荠、红辣椒、青蒜苗。后来红辣椒和青蒜苗被算作调料，加入黄豆芽和竹笋，仍是八种。
而安徽芜湖地方则是白萝卜、胡萝卜、木耳、香菇、黄花菜、香干、豆腐皮、冬笋（或者酸菜杆）。
不过在日本，“八宝菜”的“八”只是虚指，实际上八种以上或不足八种都可以。